# Kernkompetenz
Die Kernkompetenz bezeichnet eine Fähigkeit bzw. Tätigkeit, die ein Unternehmen im Vergleich zur Konkurrenz besser ausführen kann und dadurch einen Wettbewerbsvorteil erlangt hat. Sie wird durch die vier Merkmale Kundennutzen, Imitationsschutz, Differenzierung und Diversifikation determiniert. Bei dem Konzept handelt es sich um eine Spielart des ressourcenbasierten Ansatzes, der in den 1990er Jahren dem market-based view von Michael Porter, der die Positionierung des Unternehmens auf dem Markt für entscheidend hält, entgegengestellt wurde.
Die Konzentration auf die Kernkompetenzen eines Unternehmens ist somit eine Unternehmensstrategie zum Ausbau von Wettbewerbsvorteilen.

## Identifikation von Kernkompetenzen
Kernkompetenzen kann man nicht systematisch erzeugen; sie entwickeln sich langfristig aus verschiedenen Ressourcen und Erfahrungen. Wer seine Kernkompetenzen kennt, kann sie allerdings systematisch bündeln, nutzen und ausbauen. Mögliche Wege zur Identifikation sind die folgenden Fragen:
1. Kundennutzen: Kann auf Basis dieser Kernkompetenz ein nachhaltiger Mehrwert für den Kunden erbracht werden?
2. Imitationsschutz: Beherrscht das Unternehmen die Kernkompetenz exklusiv oder kann sie vom Wettbewerber leicht imitiert werden?
3. Differenzierung: Führt die Kernfähigkeit zu einem nachhaltigen Vorteil gegenüber der Konkurrenz?
4. Diversifikation: Bieten die Kernfähigkeiten potenziellen Zugang zu neuen Märkten?

Vergleicht man die Entwicklung von Kernkompetenzen in Unternehmen, dann wird Henry Mintzbergs Definition von Strategie als ein Muster in einen Strom von Entscheidungen erkennbar. Es ist eine Folge von Entscheidungen und Erfahrungen, die zu einer Konzentration auf bestimmte Fähigkeiten geführt haben, die das Unternehmen in der Gegenwart konkurrenzfähig erhalten, und darin liegt auch ihre künftige strategische Bedeutung. Die Betrachtungsweise fokussiert dabei im Gegensatz zum market-view-Ansatz nicht die Umwelt des Unternehmens, sondern die internen Strukturen und Fähigkeiten des Unternehmens in ihrer gewachsenen Form.

### VRIN-Methode

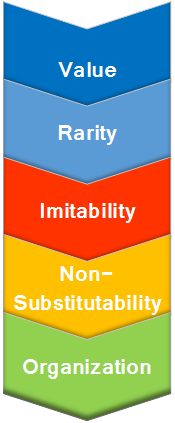
Schritte der VRINO-Methode zur Kernkompetenzanalyse

Die VRIN-Methode dient der Kernkompetenzanalyse. VRIN steht hierbei für die betrachteten Dimensionen
- Value („Wert/Nutzen“),
- Rarity („Seltenheit“),
- Imitability („Nachahmbarkeit“) und
- Non-Substitutability („Nichtersetzbarkeit“).[2]

### VRIO-Methode
Die VRIO-Methode ist der Nachfolger der VRIN-Methode. Die Dimension Non-Substitutability wurde durch die Dimension Organisation ersetzt. Diese Dimension bezieht auch auf die Frage, ob das Unternehmen aufgrund seiner Aufbau- bzw. Ablauforganisation tatsächlich in der Lage ist, seine Kernkompetenzen einzusetzen.

### VRINO-Methode
Die VRINO-Methode kombiniert alle Dimensionen der VRIN und der VRIO-Methoden, was eine umfassendere Betrachtung der relevanten Einflussgrößen bei der Kernkompetenzanalyse ermöglicht. Durch die sequenzielle Beantwortung von Fragen zu den einzelnen Dimensionsbereichen des VRINO-Modells lässt sich ermitteln, ob sich aus einer Ressource oder Fähigkeit ein Wettbewerbsnachteil, ein Wettbewerbsvorteil oder eine Kernkompetenz des Unternehmens ergibt.

## Definition

### Nach Prahalad/Hamel
Nach C. K. Prahalad und Gary Hamel bezeichnet Kernkompetenz im Kontext der Betriebswirtschaftslehre

“the skills that enable a firm to deliver a fundamental customer benefit”

„die Fähigkeiten, die ein Unternehmen in die Lage versetzen, wesentlichen Kundennutzen zu liefern.“

Die Aussage wird oft als das kollektive Wissen einer Organisation interpretiert. Dieses kann sich auf das technische Wissen, also auf Herstellungstechniken und die Integration unterschiedlicher Technologiebereiche beziehen, aber ebenso gut auf organisatorisches Wissen, also Projektmanagement, innerbetriebliche Kommunikation usw. sowie auf die Humanressourcen. „Wissen“ bezeichnet dabei nicht nur das „Buchwissen“ (explicit knowledge), sondern auch die gesammelten Erfahrungen und durch Anwendung erworbenen Fähigkeiten, also implizites Wissen (tacit knowledge).
Um zu entscheiden, was eine Kernkompetenz ist, schlagen Prahalad und Hamel drei Tests vor:
1. Kernkompetenzen haben das Potential, den Zugang zu einer Vielzahl von Märkten zu ermöglichen.
2. Kernkompetenzen sollten einen wesentlichen Beitrag zum wahrgenommenen Kundennutzen des Endproduktes leisten.
3. Eine Kernkompetenz sollte schwierig zu kopieren sein. Konkurrenzunternehmen können sich Kernkompetenzen nicht leicht aneignen, sondern müssen diese Kompetenzen langsam aufbauen.

Zur Veranschaulichung der Wirkungsweise der Kernkompetenzen entwarfen Prahalad und Hamel das Baum-Modell. Hier bilden die Kernkompetenzen die Wurzeln, auf denen der Stamm steht, der die Kernprodukte symbolisieren soll. Die Strategischen Geschäftseinheiten (SGE) werden durch Äste repräsentiert, an denen Blätter hängen, die den sich zyklisch erneuernden Produkten entsprechen. An einem praktischen Beispiel soll gezeigt werden, wie ein solcher Aufbau in der Realität aussehen kann: Die Kernkompetenz ist die Fähigkeit zur Entwicklung und Herstellung leistungsfähiger Antriebsmaschinen. Daraus resultiert das Kernprodukt Verbrennungsmotoren, welches in die strategischen Geschäftseinheiten PKW-Motor, LKW-Motor und Motorradmotor aufgespalten wird. Ein Produkt, das von der SGE PKW-Motor hergestellt wird, kann bspw. ein Common-Rail-Dieselmotor mit 4 Zylindern sein, der nach dem Ende des Produktlebenszyklus nicht mehr gefertigt wird und durch einen anderen Motor ersetzt wird.

### Nach Kotler/Bliemel
Philip Kotler und Friedhelm Bliemel finden – aufbauend auf Prahalad und Hamel – eine ganz ähnliche Definition des Begriffs, wobei sie jedoch die Bedeutung des mit der Kernkompetenz verbundenen Wettbewerbsvorteils betonen.
Daraus entwickeln sie die folgenden drei Merkmale einer Kernkompetenz:
1. Sie ist die Quelle eines Wettbewerbsvorteils und leistet einen signifikanten Beitrag zum Kundennutzen.
2. Sie birgt ein Potenzial für vielfältige Anwendungen in verschiedenen Märkten.
3. Sie ist von Wettbewerbern nicht leicht durch Nachahmung zu erwerben.

### Nach Krüger/Homp
Einen anderen Ansatz wählten Wilfried Krüger und Christian Homp 1997, indem sie die Sicht des Kunden einnahmen. Sie stellten die folgenden Wesensmerkmale heraus. Die Kernkompetenz muss:
1. für den Kunden relevant sein
2. dauerhafte Wettbewerbsvorteile sichern
3. übertragbar sein auf konkrete Produkte und Leistungen
4. an das Unternehmen und nicht an einzelne Mitarbeiter gebunden sein.

Weiter unterscheiden sie die Kernkompetenzen nach verschiedenen Kategorien:
1. Produkte / Leistungen: Eine Kernkompetenz kann kein Produkt oder Dienstleistung sein, da sie eine Funktion darstellt, die auf unterschiedlichste strategische Geschäftsfelder übertragbar ist. So kann jedoch ein Produkt, ausgestattet mit einer bestimmten Kernkompetenz, den vom Kunden überdurchschnittlich hoch bewerteten Wert (relativ zu Angeboten von Wettbewerbern) hervorrufen.
2. Prozesse: Dazu gehört das Beherrschen von Kernprozessen der Wertschöpfung und der Unterstützungsprozesse für das Kerngeschäft
3. Management: Hier gehört das Beherrschen von Managementaufgaben und -prozessen dazu.

## Management von Kernkompetenzen
Nachdem die Idee der Kernkompetenzen von Prahalad und Hamel aus dem ressourcenorientierten Ansatz des strategischen Management heraus entwickelt worden war beschäftigten sich Krüger und Homp mit dem Management derselben. Sie entwickelten Vorgehensweisen, durch die Kernkompetenzen erkannt und genutzt werden können. Das Kernkompetenz-Management begriffen sie dabei als kreislaufartigen Prozess, den sie im Modell des Kernkompetenz-Management-Zyklus darstellten.
So können an den Kernkompetenzen orientierte Strategien entworfen werden, welche durch die optimale Nutzung von im Unternehmen vorhandenen Ressourcen und Fähigkeiten einen Wettbewerbsvorteil am Markt begründen. Solche durch Kernkompetenzen implizierte Strategien sind zum Beispiel die Trennung von mit der eigenen Kernkompetenz nicht übereinstimmenden Strategischen Geschäftseinheiten oder der Transfer der vorhandenen Kompetenzen auf eine neue Geschäftseinheit bzw. ein neues Produkt.

## Kernkompetenzen und Produktentwicklung
Kernkompetenzen sind über die Kernprodukte mit dem Produktportfolio verbunden. Kernprodukte tragen „zur Wettbewerbsfähigkeit einer großen Bandbreite an Endprodukten bei. Sie sind die physische Verkörperung der Kernkompetenzen.“ Ansätze um Produktportfolios unter Berücksichtigung der Kernkompetenzen zu analysieren existieren seit ein paar Jahren. Der Ansatz von Danilovic und Leisner beruht auf den Einsatz von Design Structure Matrizen um Kompetenzen auf Produkte im Portfolio abzubilden. Mit dieser Methode können „Cluster“ von Kompetenzen identifiziert werden, die dann als Kernkompetenzen definiert werden können. Eine ähnliche Methode von Bonjour und Micaelli ermöglicht die Analyse, inwiefern ein Unternehmen seine Kernkompetenzen tatsächlich ausgebildet hat. Weiter existiert ein Ansatz von Hein u. a., der Kernkompetenzen mit Clayton Christensens „Capability“ Ansatz verknüpft, die als eine Kombination von Ressourcen, Prozessen, und Prioritäten definiert werden kann. In diesem Zusammenhang wird eine Methode vorgestellt um Produktarchitekturen unter Berücksichtigung der derzeitigen oder zukünftigen Kompetenzentwicklung zu bewerten.

## Kritik
Der Aufsatz von Prahalad und Hamel hat besonders in der Management-Praxis viel Aufsehen erregt. Ian Turner vom Henley Management College bemerkte hierzu:

“After spending many hours in relentless pursuit of their company's core compentencies, managers often concluded that the concept, whilst enormously appealing in the abstract, in practice merely gives rise to frustration and bewilderment.”

„Nachdem sie viele Stunden in beharrlicher Suche nach den Kernkompetenzen ihres Unternehmens verbracht haben, folgern Manager häufig, dass das Konzept zwar abstrakt sehr ansprechend ist, in der Praxis jedoch nur zu Frustration und Verwirrung führt.“

Laut Crainer (Seite 90 ff.) weist Turner auf einige Grundwahrheiten hin, die im Begeisterungssturm untergegangen waren:
1. Kernkompetenzen sind selten, sie werden nicht wie Konfetti verstreut
2. Die Entwicklung von Kernkompetenzen resultiert im Allgemeinen nicht aus einer einmaligen Entscheidung der Unternehmensspitze, sondern aus einer ganzen Anzahl unterschiedlichster Aktivitäten, die schließlich zur Aneignung dieser einzigartigen Fähigkeiten führten.
3. Das Messen und Prüfen einer vorhandenen Kernkompetenz beinhaltet in der Praxis nicht notwendigerweise die Verfügung über effektive Methoden ihrer Erhaltung und Weiterentwicklung.

Andere Kritiker bemängeln, dass sich Kernkompetenzen nur schwer messen lassen und letztlich nur im Nachhinein zu bestimmen sind. Die Erfolgsfaktoren von überdurchschnittlich erfolgreichen Unternehmen werden dann in der Ex-post-Analyse als Kernkompetenzen definiert.
Unternehmen, die Kernkompetenzen identifizieren, welche jedoch in Bezug auf das Unternehmen selbst oder den Markt unpassend sind, laufen Gefahr, durch die strategische Neuausrichtung an diesen „falschen“ Kernkompetenzen und die dazu notwendigen Investitionen erhebliche finanzielle und strategische Rückschläge zu erleiden.
Ein weiterer Effekt des Konzepts wird ebenfalls von Turner (s. o.) beschrieben: das Wiederauftauchen der Diversifikation (in Form der Nutzung der Kernkompetenzen in verschiedenen Produkten) als unternehmerische „Waffe“.
Das Konzept der Kernkompetenz stößt im Zeitalter von Fusionen und Akquisitionen, Open Innovation und Netzwerken sowie disruptiver Entwicklungen aufgrund der Digitalisierung und anderer game-changing technologies auf Grenzen. Aus dem Wettbewerbsvorteil durch Kernkompetenz kann die Kernkompetenzfalle werden. Aus Kompetenzvorsprüngen können sich so Lock-in-Effekte aufgrund einer Core Rigidity oder Competency Trap bei plötzlichem Wechsel der externen Anforderungen an das Unternehmen ergeben. Beispiele dafür sind Motorola oder Kodak, aber auch der plötzliche Bedeutungsverlust von großen Teilen des mechanischen Fertigungs-Know-hows der Autoindustrie oder des Kraftwerksturbinenbaus durch die den Übergang zur Elektromobilität bzw. alternative Methoden der Energieerzeuger.
Daher schlagen viele Autoren vor, das Konzept der Kernkompetenz abzulösen durch ein abstrakteres Metakonzept, z. B. durch einen Relational Capabilities- oder den Dynamic Capabilities-Ansatz. Dabei geht es um die Fähigkeiten zu lernen, externe strategische Ressourcen – z. B. im Netzwerk, bei Kooperationspartnern oder durch Akquisition verfügbare – kompatibel zu machen und sinnvoll in die eigene Organisation einzugliedern sowie die vorhandenen internen und externen strategischen Kompetenzen und Ressourcen zu koordinieren und permanent umzubauen. Zu diesen Ressourcen gehören Wissen und Fähigkeiten zur Neugestaltung von Geschäftsprozesse, Human Resources und Technologien. Gelegentlich werden auch weitere Faktoren wie Unternehmensarchitektur oder Reputation dazu gezählt.